# Lista över grevar av Holstein
Detta är en lista över grevar av Holstein. Se även Lista över grevar och hertigar av Holstein-Gottorp.
- 1111–1128 Adolf I av Holstein
- 1128–1164 Adolf II av Holstein
- 1164–1203 Adolf III av Holstein
- 1203–1225 Albrekt av Weimar-Orlamünde; Holstein var under Albrekts regering en dansk lydprovins under svågern Valdemar Sejr
- 1225–1239 Adolf IV av Holstein
- 1239–1263 Johan I av Holstein
- 1263–1290 Gerhard I av Holstein
- 1290–1312 Gerhard II av Holstein
- 1312–1340 Gerhard III av Holstein
- 1340–1385 Henrik II av Holstein
- 1385–1404 Gerhard VI av Holstein
- 1404–1427 Henrik IV av Holstein
- 1427–1433 Gerhard VII av Holstein
- 1427–1459 Adolf VIII av Holstein

När Adolf VIII dog barnlös samlades representanter för Holsteins och Slesvigs adel i mars 1460 i Ribe och valde Kristian I till greve i Holstein och hertig över Slesvig med villkoret att de två områdena aldrig skulle skiljas åt.